# Giuseppe Crivelli
Giuseppe Crivelli, född 1900 i Milano och död 1950, var en italiensk roddare och bobåkare. Han kom på tredje plats i rodd åtta med styrman vid olympiska sommarspelen 1924 i Paris. Han deltog även i bob vid olympiska vinterspelen 1928 i Sankt Moritz och placerade sig på 21:a plats.